# 15のハンガリーの農民の歌
15のハンガリーの農民の歌(Sz. 71, BB 79)はバルトーク・ベーラによるピアノのための作品である。
- 原語曲名：15 Magyar parasztdal（ハンガリー語） 15 Hungarian Pesant Songs（英語）
- 演奏時間：約13分
- 初演：第6曲から第15曲までを1920年4月16日にポジョニ（現ブラチスラヴァ）で、第1,2,5曲を1923年2月27日にブダペストでどちらも作曲者自身のピアノ独奏で。

## 作曲の経緯
この作品は、バルトークが珍しくいつ作曲を終えたのかを自筆譜に記述していない。そのため各曲の正確な成立年度が分からないが、後述するような草稿などの資料などから、少なくとも第7曲から第15曲は1914年には完成しており、残りが1918年までに作曲されたものであると考えられている。完全にオリジナルの作品ではなく、バルトークが1909年から12年、1918年に収集した民謡の性質を生かしつつピアノ伴奏を付加した、いわば一種の編曲作品である。

## 構成
大きく分けて以下の4部分に分かれる。
- 「4つの古い悲歌」と題した第1曲 - 第4曲
- 第5曲（スケルツォ）
- 第6曲（バラード）
- 「古い（農民の）舞曲」と題された第7曲 - 第15曲（テンポ指示上、まとめて演奏するのが前提になっている）

なおコンサートピアニストでもあったバルトークは自身でもこの曲をコンサートでよく取り上げ、自身でも録音を残している。しかし初演以降は「古い舞曲」の9曲か、第6曲のバラードを加えた10曲でしか演奏していない。
（）内は元の民謡のタイトル。
1. Rubato (Megkötöm lovamat - 私は馬を繋ぐ)
2. Andante (Kit virágot rózsám adott - 私のバラの花は誰に捧げたのか)
3. Poco rubato (Aj, meg kell a búzának érni -ああ、麦は熟したに違いない)
4. Andante (Kék nefelejcs ráhajlott a vállamra - 肩には青い忘れな草)
5. Scherzo. Allegro (Feleségem olyan tiszta - 私の妻はとても純粋です)
6. Ballade(Tema con variazioni). Andante - Poco adagio - Più andante - Maestoso (Angoli Borbála - アンゴリ・ボルバーラ)
ベーケーシュ県のヴェーステー(Vésztő)において収集された歌「アンゴリ・ボルバーラ(Angoli Borbála)」を変奏曲として扱った。歌詞の内容は、結婚前に恋人の子を身ごもった少女アンゴリ・ボルバーラが、それを恥とする母によって死に追いやられ、それを知らされた恋人も彼女を追って自殺するというもの。
バルトークは妻・マールタに宛てた手紙の一つにおいて特別な言及をしている。「...7つのハンガリーの歌に和声を付け終えた。その中にはエクレシュ・ローザ（Ökrös Róza）の有名なアンゴリ・ボルバーラもある。是非、これを聞いて欲しい、というのも、こんなハンガリー語で、それに加えてアルフェルドのちょうど中心地で、そして更にそれに加えて、7/8の拍節で、本当の感動を聞く事ができるのだから...」(1917年の夏の終わりに[1]。)
7. Allegro (Arra gyere, amőrre én - 私が行くところへ来てください)
8. Allegretto (Fölmentem a szilvafára - 梅の木に登った)
9. Allegretto (Erre kakas, erre tyúk - こっちの雄鶏、あっちの雌鶏)
10. L'istesso tempo(quasi trio) (Zöld erdőben a prücsök - コオロギの森)
11. Assai moderato (Nem vagy legény - あなたは独身じゃないから)
12. Allegretto (Beteg asszony, fáradt legény - 病める女、疲れる男)
13. Poco più vivo - Allegretto (Sári lovam a fakó - 私の馬サーリは色褪せた)
14. Allegro (Ësszegyűltek, ësszegyűltek az izsapi lányok - イズサップの女の子たちが、集まっている、集まっている)
15. Allegro 歌詞のない旋律。バグパイプによって演奏された。

## 編曲
一部の曲を抜粋する形での編曲作品が存在する。

### ハンガリー農民の歌（バルトーク自身の編曲）
バルトーク自身が組曲の第6、第7から第12、第14、及び第15曲の9曲を管弦楽に編曲し、『（オーケストラのための）ハンガリーの農民の歌』（Sz.100, BB 107）という題名で1933年に発表された。第6曲「アンゴリ・ボルバーラ」にはピアノ曲と同様「バラード」、それ以外には「ハンガリー農民の踊り」とのサブタイトルが付されている。演奏時間は約9分。
ウニヴェルザール出版社によれば、音楽的にも技術的にもより演奏しやすいオーケストラ曲を作るという意図をもって編曲が行われたとされる。

### ハンガリー農民組曲（ポール・アルマ編曲）
リスト音楽院で1920年から1924年にかけてバルトークの指導を受けたピアニスト、イムレ・ワイスハウス（1905年10月22日 - 1987年12月2日）は、1933年以降はフランスに活動の拠点を移し「ポール・アルマ」の名前で現代音楽や、バルトークに影響された民俗音楽を基にした作品を書く作曲家としても活動した。
アルマは友人のフルート奏者ジャン＝ピエール・ランパルのために、1952年1月末に約1週間で『15のハンガリーの農民の歌』のうち第6曲を除いた14曲を『ハンガリー農民組曲（Suite Paysanne Hongroise）』の名でフルートとピアノのために編曲した。演奏時間は約13分半。
初演は1952年2月19日にソルボンヌ大学の科学館で、フルートはランパル、ピアノは編曲者のアルマが担当して行われた。
アルマは1964年11月にはピアノパートを弦楽オーケストラに編曲したバージョンも作成し、1969年5月5日にランパルのフルートとルイ・オーリアコンブ指揮のトゥールーズ室内管弦楽団によって初演されている。楽譜はどちらのバージョンもバルトークの原曲の版元であるウニヴェルザール出版社から出版されている。

## 自筆に基づく資料
- 草稿

1. (1914年の段階) 第2、第4.、及び第7から第15曲。BB 80a、そして3つの未出版曲。なお、バルトークはこの時点で出版を計画していたが第1次世界大戦の影響で中断したことが判っている。
2. (1918年の段階) 第1.、第3.、及び第5–6曲 BB 80b/II–III、そして3つの未出版曲(草稿は全ての手書きによる楽譜が連結されている: A. Fassett, ®. バルトークの次男バルトーク・ペーテル のコレクション：34PS1).

- ウニヴェルザール出版社版 6370 初版(1920)の校訂用複写, 当時のバルトーク夫人ツィーグレル・マールタの手による、バルトークの修正を含めた複写：第1から第4曲(そして"第1曲"として計画されていたBB 80a)、取り除かれた„第5と第6”曲、第7から第15曲、第5–第6曲(バルトーク・ペーテルのコレクション：34PFC1).
- 複写： BB 80a, 第3曲、第2曲、そして第"6"曲、マールタのコピー(バルトーク・ペーテルのコレクション：34PFC2).